# Hear Me Now
„Hear Me Now“ je šestá píseň z alba American Tragedy, druhého studiového alba americké raprockové skupiny Hollywood Undead. Jedná se o první singl vydaný v rámci desky, stejně jako o první singl, který neprodukoval ani nezpíval původní producent a frontman skupiny, Aron Erlichman. V roli hlavního zpěváka se zde poprvé představil Daniel Rose Murillo a singl se v rádiích objevil již 13. prosince 2010 v rámci propagace nového alba, ke stažení byla píseň přístupná o osm dní později, 21. prosince. 

## Videoklip
Videoklip je pojat jako film ve filmu. Skupina v plné sestavě jede nočním městem na alegorickém vozu, kde je natáčena do svého videoklipu, zatímco jednotliví členové kapely zpívají své verše. Alegorický vůz obsahuje neonová světla, velké reproduktory a taneční tyče, u kterých kolem skupiny tančí tanečnice. Celé video je laděno v komiksovém duchu a v potemnělém odstínu, na začátku videa jsou postupně představeni jednotliví členové skupiny právě v komiksovém stylu, kdy do začínajícího videa skáčou statické snímky s maskami hudebníků, v pořadí, ve kterém v klipu vystupují. Jedná se o první videoklip, ve kterém vystupuje Murillo jako zpěvák kapely. Video bylo vydáno 25. února 2011, přičemž skupina již předtím vypustila několik upoutávek, aby poté video uvolnila na sociální síť MySpace.
Autorem videoklipu je Jonas Åkerlund.

## Text
Hned na začátku přednáší Jorel Decker část 23. žalmu z Knihy žalmů, která je jednou z knih Starého zákona, což napovídá možnému motivu ztracené víry, načež pokračuje svým vlastním textem. V průběhu této první sloky se vykresluje příběh muže, který ve svém životě cosi hledá, ale nemůže to najít, došel na konec své cesty, aniž by nalezl uspokojení. Na této cestě udělal spoustu chyb ale, i když ho všichni opustili, včetně štěstí, nikdy se nevzdával naděje. Teď, když došel na konec, si uvědomuje, jak od něj lidé i jeho blízcí jen brali a on sám neví, kam pokračovat, proto chce všechno ukončit. Poprvé se zde objevuje motiv sebevraždy z pocitu zmaru a zoufalství. 
Motiv víry v Boha se objevuje také v druhé sloce, kterou zpívá George Ragan, kdy dále vykresluje hrdinu příběhu, jenž neustále nosí masku a za ní skrývá veškerý svůj smutek, zatímco v životě neodkáže nalézt nic, co by pro něj mělo smysl. Proto se modlí a věří, že právě proto ho Bůh vyslyší a pomůže mu, ale, ať pláče o pomoc sebevíc, nedočkává se odpovědi. Proto dál bloudí životem, bez naděje a bez jakékoliv víry v lepší zítřek, protože tento svět z něj vysál veškeré emoce a city. A každý den je pro něj horší a horší, pročež propadá do toho nejtěžšího nihilismu.
V refrénu, který má na starosti Daniel Murillo, se objevuje otázka, zda je hlavní hrdina příběhu konečně slyšet, „Hear Me Now“, implikující, že zřejmě nalezl jediné možné východisko, tedy sebevraždu. Ztratil veškerou naději a nedokáže nalézt dobrotu, lásku a teplo domova, všichni jeho blízcí ho opustili. Některé verše popisují hlavního hrdinu jako již pohřbeného, protože ho nikdo neslyšel, když byl ještě naživu, prakticky byl pohřbený již před svou smrtí. V závěrečných verších, které zpívají Murillo a Terrell, je pak rozhovor mezi hrdinou příběhu a vypravěčem, kde hrdina vybízí k pohledu do svých očí a k rozhledu kolem. Ani uvnitř ani okolo již nic není, hrdina ztratil svou víru. 

## Tvorba
Deska byla natáčena od začátku roku 2010, ihned poté, co ustaly právní a tvůrčí spory mezi Erlichmanem a zbytkem skupiny a hlavní producent i zpěvák skupinu opustil. V té době vzniklo také živé album Desperate Measures, kde se jako záložní zpěvák osvědčil právě Murillo, který po odchodu frontmana dostal jeho místo. 8. prosince byl v rámci propagaci desky, která vyšla později 4. dubna 2011, ohlášen nový singl. Skupina po odchodu hlavního producenta velmi experimentovala a na tvorbě se údajně podíleli všichni její členové. Píseň proto nemá jednotné téma, ale spíše shrnuje pocity všech každého z členů Hollywood Undead. Krátce před vydáním také skupiny s touto písní vystoupila v televizi. Remix, který se poté dostal na album American Tragedy Redux, vytvořil Jonathan Davis ze skupiny Korn.
- Jorel Decker – vokály
- Jordon Terrell – doprovodné vokály
- George Ragan – vokály
- Daniel Murillo – zpěv
- Sean Gould – bicí, baskytara, programování, kytara
- Dave Katz – kytara, programování
- Sam Hollander – programování
- Grant Michaels - asistence

Na obalu singlu je vyfocen vnitřek masky, kterou nosil Matthew Busek, což implikovalo přerod kapely, nové masky a nové tváře v Hollywood Undead.